# Stiefkind
Een stiefkind is een kind uit een eerder huwelijk van de echtgenoot of echtgenote of partner. Stief betekent oorspronkelijk 'beroofd van de bloedband', 'iets missend'. Kinderen uit het eerste huwelijk zijn voor de stiefouder dus stiefkinderen. Deze kinderen worden ook de voorkinderen genoemd. Kinderen uit het tweede huwelijk zijn dan halfzus of halfbroer ten opzichte van de kinderen uit het eerste huwelijk, want zij hebben één gemeenschappelijke vader of moeder (zie: halfbroer en halfzus). Kinderen uit de eerste huwelijken van de nieuwe partners zijn stiefzus/stiefbroer ten opzichte van elkaar, want zij hebben geen gemeenschappelijke ouder. Als het kind volwassen is, c.q. 18 jaar, als de ouder aan een nieuwe relatie begint, dan is er geen sprake van stiefouderschap.  Er is ook geen sprake van gedeelde verantwoordelijkheid in de opvoeding. De  stiefouder moet bovendien getrouwd zijn, of een geregistreerd partnerschap hebben, om te kunnen zeggen dat ze een stiefkind hebben.

De term voorkind wordt doorgaans gebruikt voor de kinderen die voor het huwelijk van hun ouders zijn geboren.